# Краснослободск (Мордовия)
Краснослобо́дск  — город (с 1706 г.) в Республике Мордовия Российской Федерации. Административный центр Краснослободского района, образует одноимённое муниципальное образование Краснослободское городское поселение  как единственный населённый пункт в его составе.

## Этимология
Упоминается с 1571 года как селение при остроге, которое называлось Красная Слобода, где слобода — «селение, освобожденное от каких-либо налогов, повинностей», а определение «красная» указывало на живописность местности, где оно располагалось. В 1780 году преобразовано в город под названием  Краснослободск.

## География
Город расположен на левом берегу реки Мокши (притока Оки), в 95 км (по прямой) и 106 км (по автодороге) к западу от Саранска. В 81 км к северо-востоку от трассы М5 Москва-Челябинск. Прямое железнодорожное сообщение отсутствует; ближайшие станции — Ковылкино Куйбышевской железной дороги (около 50 км) и Первомайск Горьковской железной дороги (около 60 км).
Через Краснослободск проходят автодороги на г. Москву, Саранск, Ковылкино, Темников, с. Ельники.
Средняя температура января −11,3°С, июля + 19,4°С

## История

### Административно-территориальная принадлежность
До XVIII века в России не было единого административно-территориального деления. До 1708 года территория Российского государства делилась на различные по размеру и статусу уезды и станы (прежние княжеские земли, уделы, приказы и т. п.), которые в свою очередь делились на дороги, доли, волости, сотни и др., пока Пётр I не провёл территориально-административную реформу.
- В 1700 году Острог Красная Слобода Темниковского уезда числился в Московском приказе Казанского дворца.
- С 1706 года — С построением Симбирской сторожевой черты (Симбирск — Ломов), со сдвигом границы к юго-востоку на 100 и более километров, Красная Слобода превращается во внутреннюю область Российского государства. К востоку от Темниковского уезда образован Краснослободский уезд, с центром в г. Красная Слобода.
- В 1708 году Красная Слобода город Азовской губернии (с 1725 года — Воронежская губерния), с 1719 года в Шацкой провинции[5].
- В 1780 году преобразован в уездный город Краснослободск Пензенского наместничества.
- С 1796 году — в составе Пензенской губернии.
- В 1797—1801 годах в составе Нижегородской губернии.
- С 1801 года — во вновь образованной Пензенской губернии.
- В 1928 году Краснослободск в составе Мордовского округа Средневолжской области.
- С 10 января 1930 года по 20 декабря 1934 года город в составе Мордовской автономной области Средневолжского края.
- С 20 декабря 1934 года по 25 декабря 1993 года в составе Мордовской Автономной Советской Социалистической Республики.
- 25 декабря 1993 года Краснослободск стал административным центром Краснослободского района республики Мордовия.

### Возникновение
Возникновение Краснослободска связано со строительством засечной черты на линии укрепления городов от Алатыря через Темников, Кадом, Шацк до Путивля и Новгорода Северского. Краснослободская крепость служила защитой от набегов степных кочевников. Известен как Красная Слобода — укрепление в системе обороны Русского государства от татар и ногайцев. Н. Н. Костин считает, что Красная Слобода с крепостью основаны в интервале 1571—1614 годов, основываясь на фактах заселения территории уезда в связи с устройством засечных линий с укрепленными городками и упорядочивания с 1571 года сторожевых служб по охране приграничья.
Среди историков и краеведов нет единого мнения по дате основания слободы. Точной даты возникновения Краснослободска, заселения его слобод в архивах не найдено. Одна из причин утраты — Московский пожар 29 мая 1737 года, когда огнём был уничтожен архив Приказа Большого дворца, по грамотам которого строили город и его слободы. Частые пожары в самом городе, затем уничтожение архива города в советское время крайне затрудняет решение этой проблемы. На основании частично сохранившихся документов можно предположить:
1. Красная Слобода основана в первой половине XVI столетия. Краевед В. М. Шаракин в своей статье «Крепость на Мокше» ссылается на Царственную книгу Ивана IV

```
«…в лето 7044 (1535) ноября 25…. Того же месяца зделан град древян в Мещере на реке на Мокше»
. 
```

Этой же даты придерживалась и группа пензенских краеведов историков В. Х. Хохряков, Н. Н. Костин и И.Беляев, которые опирались на мнение Н. М. Карамзина. В восьмом томе «Истории государства Российского», характеризуя годы правления Елены Глинской он писал следующее:
```
«Кроме двух крепостей на литовской границе, Елена основала в Мещере город Мокшан, на месте, издревле именуемом 
Мурунза
. Темников перенесен на удобнейшее место»
[
6
]
.И далее в примечании к этому уточняет: 
город в Мещере на Мокше строили с 17 декабря 1535 года до 27 марта 1536 года
.
```

Аналогичное сообщение встречаем и у С. М. Соловьёва в книге «История России с древнейших времен»:
```
…В 1535 году построен был город в Перми. В том же году поставлен деревянный город в Мещере. На реке Мокша, на месте, называемом Мурунза»
[
7
]
.
```

Одним из первых, кто заинтересовался предположением Н. М. Карамзина, был историк Иван Тихомиров. В статье «Строительная книга г. Пензы» опубликованной в № 9 журнала Министерства народного просвещения за 1908 год, он высказался за то, что в летописном «городке на Мокше», произвольно названном Карамзиным, а затем и Соловьёвым Мокшаном, есть ничто иное, как Красная Слобода, отстоящая от г. Темникова вверх по р. Мокше. Эту точку зрения поддержали также краеведы П. Н. Черменский и А. Л. Хвощев. Время основания Мокшана является предметом дискуссии историков. Н. М. Карамзин в своей «Истории государства российского» указывает на 1535 год, и это вошло в ряд других источников, в том числе и в Энциклопедический словарь Брокгауза и Ефрона. Между тем рядом историков эти сведения подвергнуты аргументированной критике, дата основания Мокшана приводится к 1679 r. Архивировано из оригинала 4 марта 2016 года. году. Постройкой Мокшана полк саранского воеводы Павла Языкова заканчивал сооружение пензенской засечной черты, начатое в 1676 году.
Русские поселения и русская власть в XVI веке утверждались, прежде всего, в Мещерском крае, составившем как бы продолжение Рязанской земли, Рязанского княжества (Елатьма существовала в XIV в., Темников, как русский город, основан в 1536 г., Шацк основан в 1553 г., Арзама́с в 1578, Н.Ломов и В.Ломов 1636, Тамбов 1636, Атемар в 1638, Саранск в 1641, Инсар в 1647, Пенза в 1663, Мокшан в 1676…
1. По мнению В. А. Юрчёнкова, дата основания Краснослободска — 1584 г. Во фрагменте из Краснослободской писцовой книги путного ключника Федора Малого 1629 году по селу Кавендра Краснослободского присуда (округа) читаем: «…двор.{янин} Степанко Иванов прозвище Шолохов живёт старой в Красной Слободе и на Кавендре 45 лет». Этот документ косвенно свидетельствует о существовании Красной Слободы уже в 1584 году.
2. В другом актовом материале от 25 апреля 1596 года о спорной земле Пурдошевского монастыря с князем Кулунчаком Еникеевым сообщается, что «…Красной Слободы приказной человек Григорий Истомин выезжал на спорную землю и отделил княже Еникееву от монастыря лес».
3. Упоминается в «Большой чертёжной книге», составленной в 1627 году.
4. В энциклопедическом словаре Брокгауза и Ефрона (выпущен 1890—1907 гг.) читаем: «Краснослободск — уездн. гор. Пензенской губ., при р. Мокше. Когда построен, неизвестно, но существовал в 1627 г. и был сначала слободою.»[8]

Таким образом, исходя из существующих документов, можно сделать вывод, что Красная Слобода возникла не раньше 1535 года, но и не позже 1584 года. Официально годом основания считается 1570 г., о чём говорит стела, установленная при въезде в город, со стороны Саранска .
По утверждению историков В. Татищева, Н. Карамзина, Н. Костомарова, он назван Красной Слободой из-за живописной местности (с высокого берега реки открывался изумительный вид на пойменные дали, окаймленные холмами и вековыми дубравами). В названии слобода — «селение, освобождённое от каких-либо налогов, повинностей».

### Исторический очерк
По мнению В. А. Юрченкова, Красная Слобода изначально не входила в систему государственной обороны (засечных черт). В своей книге «Начертание мордовской истории» он пишет: «Фактически она [слобода] была форпостом владений царской семьи, личной твердынею Романовых выдвинутой вглубь Дикого Поля. После воцарения Михаила Федоровича бояре Романовы активно приумножали семейные владения, в том числе и на землях, которые юридически считались как бы ничейными. В результате царская фамилия закрепила за собой целые районы в Поле, по обе стороны Мокши, а в качестве узлового пункта определила Слободу».
В XVII веке был государевым хутором, отсюда во дворец доставляли мёд, податные ясачные деньги. Здесь находились «царские кобылечьи конюшни», «царский воловенный» (для содержания и откорма быков), «остоженный» (хранения сена) и «хлебный» дворы.
Красная Слобода входила в состав царского достояния и официально была причислена к Темниковскому уезду. Тем не менее в городе сидел собственный воевода, подчинявшийся не столько уезду, сколько Приказу Большого дворца, то есть царской канцелярии. Краснослободск поставлял ко двору хлеб, лошадей, быков и живую рыбу — стерлядь, которая в те времена в изобилии водилась в Мокше. В 1679 году в городе случился большой пожар, в котором сгорели все царские хозпостройки. Дворы были восстановлены, но былого размаха прежние промыслы уже не имели. Постепенно они ушли в небытие, уступив место обычному мещанскому делу — огородничеству, мелкому производству и торговле. А в XVIII веке Крснослободск вообще был исключён из царского домена, то есть превратился в типовой уездный центр.
Город Краснослободск очень медленно превращался из царской вотчины в уездную столицу. Сначала Красная Слобода с округой выделились из Темниковского уезда и образовали десятину (округ), а затем и уезд, поначалу очень небольшой. Например, в 1737 году в него входили всего 22 села и деревни с таким количеством мужских душ: Новый Усад — 191 мужская душа, Сураев Починок (Заберезово) — 72, Введенское (Селищи) −524, Хлыстовка (Краснополье) — 59, Парки — 141, Куликовка — 384, Жабье (Пригородное) — 130, Ишеево — 127, Плужное — 511, Гумны — 524, Ефаево — 317, Дмитриев Усад — 320, Кулясы −15, Тенишево — 193, Дубровка — 415, Синдорово — 150, Дергуновка — 125, Полянки — 18, Колопино — 65, Напряжа — 47, Лаушки — 43 души. Как видно, особо крупных сел почти не было, за исключением трёх-четырёх, где количество жителей перевалило за тысячу человек. Темниковский уезд был крупнее Краснослободского раз в пять, Саранский — раз в десять. Но постепенно Краснослободск повышал свой статус, перенимая часть территорий у соседей. От Темниковского уезда, например, к нему отошли такие крупные селения, как Урей, Пурдошки, Ковыляй, Аксел, Ельники. Потом к Краснослободску отошли северные части Наровчатского, Саранского и Инсарского уездов, в том числе такие крупные села, как Азясь, Волгапино, Рябка, а также город Троицк. К концу XIX в. Краснослободск занимал очень видное место в Пензенской губернии, уступая разве что Саранску. В духовной же культуре он был настолько значим, что в начале XX века получил своего епископа — викария (то есть заместителя правящего архиерея) Пензенской епархии. Им был владыка Григорий (Соколов). 
В 1670-е годы Краснослободск как крепость начал терять значение, становясь одним из центров торговли в районах расселения мордвы. В середине XVII века слобода продолжала расти; к концу XVII века здесь проживали казаки, татарская сотня. Торговали изделиями ремесленного производства, продуктами сельского хозяйства. Около 1670 года в Красной Слободе насчитывалось 700 дворов, жителей 3500 человек. С 1700 года стало возрастать его административное значение. Статус города поселение имеет с 1706 года. В 1780 году получило название Краснослободск. В XVIII веке купцами из династии Миляковых построены чугуно-железоделательные (Рябкинский в 1719 году, Сивинский в 1726 году, Авгурский в 1754 году) и винокуренные заводы. В 1-й половине XIX века Краснослободск приобретает торгово-распределительные функции.
С 1801 году Краснослободск стал уездным городом Пензенской губернии. С 1781 года имел свой герб. В период Гражданской войны 1670—1671 годов жители Краснослободска входили в отряды М. Харитонова, В. Фёдорова и Шилова. После подавления восстания в Краснослободске были повешены 56 его участников. 6 августа 1774 года во время Пугачёвского восстания город был взят повстанцами под руководством Петрова.
В 1850-е годы с краснослободской пристани ежегодно отправляли до 200 тыс. пудов хлеба, большие партии сала, поташа, проводились ежегодные ярмарки.
В Краснослободске действовали 6 церквей: Смоленская, Успенская, Благовещенская, Владимирская, Покровская и Троицкий собор. Пожары 1814 и 1848 годов нанесли городу значительный ущерб. В 1844 году было открыто Краснослободское духовное училище; в 1871 году — земская (платная) библиотека-читальня; в 1877 году — женская 4-классная прогимназия, создано уездное общество народных чтений, в 1903 году была прочитана первая публичная лекция. В земском (Севастьяновском) саду действовал летний театр.
В 1907 году открылась публичная библиотека, в 1908 году — 7-классная женская гимназия (8-й класс — педагогический). В 1912 и в 1914 годах открылись два кинотеатра.
В советский период в Краснослободске образованы — заводы: «Промсвязь», радиозавод, маслодельный, хлебный, пеньковый; комбинаты: промышленный, пищевой и деревообрабатывающий, торфопредприятие, мехлесхоз, типография, Краснослободская прядильно-ткацкая фабрика, Краснослободский зооветеринарный техникум (ЗВТ), Краснослободский аграрный колледж (учхоз), Краснослободское медицинское училище, средняя, художественная, музыкальная, спортивная школы, школа интернат, 2 профессиональных училища, Дом культуры, Краснослободская центральная районная больница, пансионат для престарелых людей, историко-краеведческий музей, 9 школьных музеев; памятники воинам, погибшим в Великой Отечественной войне, В. И. Ленину, И. В. Мичурину.
В современном городе сохранились — часть строений Краснослободского Успенского женского монастыря, здание духовного училища. Постепенно восстанавливается Спасо-Преображенский мужской монастырь.
Градостроительная структура Краснослободска 2-й половины XVII — середины XVIII века складывалась по схеме «крепость—торг—посад». Центр города сформировался после Генерального межевания (1782—1792), когда Краснослободск получил регулярный квартальный план. Были построены соборная Троицкая церковь (1780), другие каменные здания. Сложившийся к конце 19 в. ансамбль включал прямоугольную площадь с соборной церковью и колокольней (1870; русский стиль), Благовещенской церковью (1830-е гг.; классицизм), зданием уездных властей («образцовый» проект А. Д. Захарова, 1815; классицизм), торговыми рядами и другими зданиями. Площадь окружали каменные жилые дома городничего, купцов Севастьянова, Муромцева и др., с южной стороны был городской сад.
Другой центр Краснослободска сложился в середине XIX века вокруг Успенского женского монастыря (ныне улица Кирова). По генплану 1984 года (А. Н. Червяков) она определена главной композиционной осью города. Общегородской центр располагается в кварталах между улицами Коммунистическая, Интернациональная, Калинина и Ленина. Сформированы 2 площади (Советская и Коммунаров) с административными, торговыми и другими учреждениями. Север и северо-западная части города застраиваются типовыми жилыми домами (микрорайоны- 1,2,3).

## Климат
| Показатель                   | Янв. | Фев. | Март | Апр. | Май  | Июнь | Июль | Авг. | Сен. | Окт. | Нояб. | Дек. | Год |
| ---------------------------- | ---- | ---- | ---- | ---- | ---- | ---- | ---- | ---- | ---- | ---- | ----- | ---- | --- |
| Средняя температура, °C      | −9   | −9,3 | −3,6 | 6,2  | 13,5 | 17,5 | 19,6 | 17,6 | 11,7 | 4,9  | −2,7  | −7,2 | 4,9 |
| Норма осадков, мм            | 33   | 27   | 27   | 29   | 41   | 59   | 68   | 56   | 51   | 48   | 47    | 40   | 526 |
| Источник: ФГБУ "ВНИИГМИ-МЦД" |      |      |      |      |      |      |      |      |      |      |       |      |     |

## Население
| \| 1856[10] \| 1897[10] \| 1931[10] \| 1939[10] \| 1959[11] \| 1970[12] \| 1979[13] \| 1989[14] \| 1992[10] \| 1996[10] \| \| -------- \| -------- \| -------- \| -------- \| -------- \| -------- \| -------- \| -------- \| -------- \| -------- \| \| 6200 \| ↗7400 \| ↘5500 \| ↗6000 \| ↗6477 \| ↗8633 \| ↗10 099 \| ↗11 261 \| ↗11 700 \| ↗11 900 \| \| 1998[10] \| 2001[10] \| 2002[15] \| 2003[10] \| 2005[10] \| 2006[10] \| 2007[10] \| 2009[16] \| 2010[15] \| 2011[10] \| \| ↗12 000 \| ↘11 900 \| ↘10 843 \| ↘10 800 \| ↘10 600 \| →10 600 \| →10 600 \| ↘10 453 \| ↘10 151 \| ↗10 200 \| \| 2012[17] \| 2013[18] \| 2014[19] \| 2015[20] \| 2016[21] \| 2017[22] \| 2018[23] \| 2019[24] \| 2020[25] \| 2021[2] \| \| ↘9978 \| ↘9783 \| ↘9721 \| ↘9713 \| ↘9572 \| ↘9556 \| ↘9397 \| ↘9305 \| ↘9153 \| ↘8910 \| 2500 5000 7500 10 000 12 500 15 000 1959 1996 2005 2011 2016 2021 |         |         |         |         |         |         |         |         |         |
| 1856 | 1897    | 1931    | 1939    | 1959    | 1970    | 1979    | 1989    | 1992    | 1996    |
| 6200 | ↗7400   | ↘5500   | ↗6000   | ↗6477   | ↗8633   | ↗10 099 | ↗11 261 | ↗11 700 | ↗11 900 |
| 1998 | 2001    | 2002    | 2003    | 2005    | 2006    | 2007    | 2009    | 2010    | 2011    |
| ↗12 000 | ↘11 900 | ↘10 843 | ↘10 800 | ↘10 600 | →10 600 | →10 600 | ↘10 453 | ↘10 151 | ↗10 200 |
| 2012 | 2013    | 2014    | 2015    | 2016    | 2017    | 2018    | 2019    | 2020    | 2021    |
| ↘9978 | ↘9783   | ↘9721   | ↘9713   | ↘9572   | ↘9556   | ↘9397   | ↘9305   | ↘9153   | ↘8910   |

На 1 января 2024 года по численности населения город находился на 953-м месте из 1119 городов Российской Федерации.

## Архитектура, достопримечательности
Краснослободск был отстроен заново после пожара 1817 г. по регулярному плану с широкими прямыми улицами.
Имеется краеведческий музей.
В городе сохранилось несколько памятников гражданской архитектуры XVIII—XIX веков.
- корпуса бывшего женского Успенского монастыря (1810; ныне больница)
- Парадное здание Духовного училища (1891—1893)
- Дом особняк купцов Севастьяновых (XIX в).
- Дом купца Муромцева А. Д. (конец XVIII — начало XIX)
- Купеческие дома и торговые лавки Чернова, Горбоделова, Уткиных, Соловьёвых, дома Степашкина, Шелкова, Воронина
- Здание уездного казначейства и полицейского управления (конец XIX в.)
- Троицкий собор (1778—1781) (Занят цехом прядильно-ткацкой фабрики)
- Собор Воскресения Христова (2004—2007)
- Церковь Успения Пресвятой Богородицы (1990)
- В 5 км от Краснослободска — мужской Спасо-преображенский монастырь
- В деревне Тройни — Дом-музей декабриста А. В. Веденяпина.
- 25 апреля 2015 года в с. Лаушки Краснослободского района Республики Мордовия — на родине матери лидера политической партии ЛДПР В. В. Жириновского была высажена сосновая аллея в честь его дня рождения и 25-летнего юбилея ЛДПР[28].

- Памятник войнам погибшим в Великой Отечественной войне
- Ворота в городской парк
- Дом Шелкова
- Усадьба Севастьянова
- 152-мм гаубица образца 1943 года (Д-1) у памятника войнам погибшим в Великой Отечественной войне
- 85-мм дивизионная пушка Д-44 у памятника войнам погибшим в Великой Отечественной войне
- Собор Воскресения Христова

## Известные личности, связанные с Краснослободском
- Левитский, Пётр Иванович (1838—1880) — российский врач, профессор патологии и терапии Казанского университета.
- Мартынов, Михаил Максимович (1921—1994) — участник Великой Отечественной войны, полный кавалер ордена Славы.
- Севастьянов, Пётр Иванович (1811—1867) — российский археолог, юрист, собиратель христианских древностей.
- Севастьянов, Иван Михайлович (1777—1850) — один из крупнейших купцов — предпринимателей, меценат, почетный гражданин города.
- Пальм, Александр Иванович (1822—1885) — российский прозаик, поэт и драматург, петрашевец. Одна из улиц города названа его именем.
- Протопопов, Виктор Александрович (1868—1920) — русский советский врач. Заведующий Козьмодемьянской земской больницей Казанской губернии. Герой Труда (1923, посмертно).
- Большой вклад в развитие города в XVIII—XIX веке внесли купцы- меценаты, известные предприниматели своего времени — Миляковы — родоначальники металлургической промышленности в Краснослободском уезде; династии купцов Ненюковых, Соловьёвых; купец Муромцев А.Д. Строили в городе и уезде церкви, школы, другие соц.заведения.
- Беляев Иоанн Николаевич. (1837—1894). Священник — краевед. В 1858 году окончил Пензенскую духовную семинарию. Служил в Смоленской церкви, затем вторым священником в Троицком соборе г. Краснослободска. Преподавал в Краснослободском духовном училище в 1862—1871 г. Принадлежал к интеллектуальной элите города. Серьёзно занимался изучением местной истории, положил начало краснослободскому краеведению. Написал ряд интереснейших и содержательных краеведческих статей, опубликованных в «Пензенских Епархиальных ведомостях» и «Пензенских Губернских ведомостях»
- 9—10 февраля 1866 г. в Краснослободск с рабочим визитом приезжал М. Е. Салтыков-Щедрин. С 14 января 1865 года по 2 декабря 1866 года он жил в Пензе, куда был назначен приказом министра финансов председателем Пензенской казённой палаты. По долгу службы Михаил Ефграфович контролировал состояний торговли и промыслов, пытался организовать четкую работу губернского и уездных казначейств, круто расправлялся с помещиками — неплательщиками недоимок, защищал интересы разоряемых «временнообязанных», выступал против казнокрадства и лихоимства.
- В 1869—1870 гг. здесь отбывал ссылку писатель-публицист, автор прокламации «Молодая Россия» (1862) революционер П. Г. Зайчневский.
- Родились педагог Н. Н. Костин, П. Д. Денисов; учёные Н. И. Митин, Н. А. Гуляев, Л. Н. Сернов, В. А. Юрчёнков; генерал-майор Н. П. Илышев, генерал лейтенант С. М. Хренов.
- С культурной жизнью Краснослободска был связан революционный деятель Л. П. Никифоров.

## Экономика
- ЗАО «Завод ПромМетИзделий»
- завод «Актив электро»
- Радиозавод
- прядильно-ткацкая фабрика
- маслозавод

## Герб
Современный вариант
Современный герб Краснослободска был составлен герольдмейстером Волковым и утверждён 28 мая 1781 года вместе с другими гербами Пензенского наместничества. Описание герба:

В верхней части герб Пензенский, в нижней «в серебряном поле четыре сливные с плодами сплетенные ветви»
— Журнал "Наука и жизнь" №12, 1986
Советский вариант
Некоторое время использовался советский вариант герба (авторы — Авторы — Алексей Дмитриевич Горбылёв и О.Мамонов). Он был утверждён в декабре 1970 года городским Советом депутатов трудящихся. Описание герба:

Герб имеет форму щита. По цвету герб решён в сочетании красного, синего и жёлтого цветов. Он состоит из 2 частей, композиционно объединённых в единое целое эмблемой города. Нижняя часть герба тёмно-синего цвета углом вдаётся в верхнюю часть. Она сохраняет полностью все элементы старого герба, за исключением изображения царской короны. На ней изображены пересеченные сливовые ветки. Верхняя часть герба, как символ нового времени, выполнена красным цветом. Она состоит из элементов, характеризующих черты промышленно-экономического развития города:
- элементы связи — круг и стрела (выполнены серебром) — символизируют развивающуюся и существующую промышленность связи
- изображение колоса — как символ развития сельского хозяйства, он исполнен охрой с применением позолоты
- изображение книги — символ учебных заведений, выполнено серебром

По краям герба со всех сторон проходит узкая золотая кайма, которая расширяется в нижней части. Эта кайма объединяет весь герб в единое целое и одновременно отличает его от гербов других городов своеобразным решением нижней части.

## Улицы Краснослободска
Улицы центральной части города:
```
Современное название
    -      
название до 1917 г
 
«Краснослободскъ и Краснослободскій уѣздъ»

Советская площадь       -    Соборная площадь (базарная)
Коммунистическая ул     -    Малая Пензенская ул
Интернациональная ул    -    Большая Пензенская ул
Степана Разина ул       -    Пушкарская ул
Чапаева ул              -    Миллионная ул
Красная Подгора ул      -    Подгорная ул
Халтурина ул            -    Солдатская ул
Б.Хмельницкого ул       -    Кузнечная ул.
1-й Пролетарский пер    -    1-й Владимирский пер
2-й Пролетарский пер    -    2-й Владимирский пер
Комсомольская пл        -    Владимирская (Карьгинская) пл
Литвиновская ул         -    Малая Саранская ул
Калинина ул             -    Большая Саранская ул
Карла Маркса ул         -    Московская ул
Кирова ул               -    Темниковская ул
Ленина ул               -    Смоленская ул
Красноармейская ул      -    Татарская ул
Максима Горького ул     -    Колемасовская ул
Малая Красная ул        -    Малая Ляховка ул
Тарасова пер            -     [нет данных] 
Нагорный пер }          
Тарасова ул  }          -    Ляховка ул
Пионерская ул           -    Большая Печурская ул
Красная Горка ул        -    Малая Печурская ул
Октябрьская ул          -    Монастырская ул
Октябрьский пер         -    Монастырский пер
Свободы ул              -     [нет данных]
```

К середине XIX в. в городе было две площади: Соборная и Карьгинская. Самая главная и красивая была Соборная, на ней располагались три церкви — Троицкий собор, Благовещенская и Смоленская церкви. Именно здесь располагался базар, длинные ряды деревянных лавок, несколько каменных (сохранился магазин Горбоделовых). От прошлого остался также растресканный каменный чан для воды, который современники воспринимают не иначе как остаток фонтана. Таких чанов по городу было четыре, и служили они водохранилищами на случай пожара, из них рыночные торговцы также поили лошадей. Центральная площадь с трёх сторон была оформлена богатыми купеческими домами (Севастьяновых, Соловьёвых, Чернова, булочной Уткина, усадьбой Муромцева), а с четвёртой — городским садом. В 50-е годы XX в. эта площадь будет засажена молодыми деревьями (совр. Городской Парк) рынок перенесен в другое место — в прошлом Карьгинскую площадь (совр. Комсомольская).
Улицы Пушкарская и Солдатская названы так в честь служивых военных людей — пушкарей-стрельцов и солдат, которые были одними из первых поселенцев крепости Красная Слобода. Любознательный горожанин примечает «красный амбар» (стоящий на ковылкинской дороге) — это здание казармы, где располагалась рота. Вглубь садов на ул Чапаева, располагались пороховые склады XVIII в. Здесь до сих пор можно увидеть следы этих подземных сооружений.
Миллионная улица названа иронично. Это была окраина города, здесь располагались не очень хорошие дома, в которых жили бедняки.
ул. Ляховка своё название получило от поляков, живших в Панской Слободе, которые обслуживали царские конюшни и скотные дворы.
Улицы городских районов:
Курановка
```
А.Пальма ул           Подгорная ул 
Заводской пер         Севостьянова ул    
Луговая ул            Трудовая ул
Коммунальная ул       1-я Строительная ул
Курановская ул        2-я Строительная ул
Нагорная ул           Строительный пер 
```

Ямищи
```
Молодёжная ул       Садовая ул
Новая ул            Садовый пер 
Полежаева ул        Фабричная ул    
```

Литва (на месте этой деревни в XVIII в. жили плененные литовцы, сосланных сюда в ссылку царским правительством)
```
Молодёжная ул       Юбилейная ул
Нагорная ул         Юбилейный пер 
```

Пригородное
```
Дедикова ул         Центральная ул     
Пригородная ул      Школьная ул 
```

Бобыли (Бобылевские Выселки)
```
Гагарина ул         Мордовский пер                
Девятаева ул        Московская ул
Демократическая ул  Чкалова ул 
Маресьева ул        1-я Демократическая ул 
Мордовская ул       2-я Демократическая ул  
```

Курмыш
```
Садовая ул           1-я Рабочая ул  
Школьная ул          2-я Рабочая ул 
```

Микрорайон
```
Больничный пер     1-й мкр    Юго-Запад мкр 
Кировский пер      2-й мкр 	
Спортивная ул      3-й мкр  
```

другие улицы города
```
Дзержинского ул   Первомайская ул  
Дальняя ул        Первомайский пер   
Заречная ул       Пушкина ул
Мокшанская ул     Революции ул     
Мичурина ул       Советская ул
```

## Средства массовой информации
Телевидение
- Первый канал
- Россия 1, ТВЦ, НТВ, Петербург 5-й канал.

Радиовещание
- Радио России + ГТРК Мордовия 71,33 МГц.
- «Радио Номер Один» МС Радио 103,9 МГц